# Ecuador magnético
Ecuador magnético se refiere a una línea curva que discurre en las proximidades del ecuador geográfico, uniendo los puntos 0 de inclinación magnética, el punto donde más se aleja el ecuador magnético del ecuador terrestre geodésico es en el 15°S en Sudamérica (quizás en relación con la Anomalía del Atlántico Sur).
El ecuador magnético es el grado cero o punto de partida para definir una latitud magnética.